# جائزة اليابان الكبرى للدراجات النارية 2010
جائزة اليابان الكبرى للدراجات النارية 2010 هو سباق دراجات نارية أقيم بتاريخ 3 أكتوبر 2010 في حلبة موتيجي. كان الجولة الرابعة عشر من أصل 18 في سباق الجائزة الكبرى للدراجات النارية موسم 2010. فاز الأسترالي كيسي ستونر بفئة الموتو جي بي.

## وصلات خارجية
- الموقع الرسمي